# 莫里斯鎮區 (密蘇里州德克薩斯縣)
莫里斯鎮區（英語：Morris Township）是位於美國密蘇里州德克薩斯縣的一個行政鎮區。

## 地方資料
莫里斯鎮區的面積為215.96平方千米，當中陸地面積為215.73平方千米，而水域面積為0.23平方千米。根據2020年美國人口普查的數據，當地共有人口630人，而人口密度為每平方千米2.92人。